# Liste der denkmalgeschützten Objekte in Staňkov
Grundlage dieser Liste der denkmalgeschützten Objekte in Staňkov ist die ÚSKP-Liste (Ústřední seznam kulturních památek České republiky, deutsch Zentrale Liste der Kulturdenkmäler der Tschechischen Republik), die von der tschechischen Denkmalschutzbehörde NPÚ (Národní památkový ústav, deutsch Nationale Denkmalbehörde) seit 1987 geführt wird und an die seit dem Jahr 1850 geschaffenen Listen anschließt.

## Denkmalgeschützte Objekte nach Ortsteilen

### Staňkov
| Lage                                                                 | Objekt                        | Beschreibung                       | ÚSKP-Nr.                  | Bild                    |
| -------------------------------------------------------------------- | ----------------------------- | ---------------------------------- | ------------------------- | ----------------------- |
| Staňkov I, Straße 28. října 13 (70) (Standort)                       | Landhaus                      |                                    | 41060/4-2221 Info Katalog | Landhaus                |
| Staňkov II, Dorfplatz (Standort)                                     | Kirche St. Jakobus der Ältere | 15. Jahrhundert, 1673 barockisiert | 41599/4-2217 Info Katalog | weitere Bilder          |
| Staňkov I, T. G. Masaryk Platz 1 (Standort)                          | Altes Rathaus                 | Spätbarockbau, 18. Jahrhundert     | 42065/4-2218 Info Katalog | BW                      |
| Staňkov I, Straße des 28. Oktober 13 (70) / Bahnhofstraße (Standort) | Brücke über die Radbuza       | Stahlbetonbrücke                   | 101659 Info Katalog       | Brücke über die Radbuza |
| Staňkov I, Plzeňská 27 (Standort)                                    | Wohnhaus                      |                                    | 23677/4-2220 Info Katalog | Wohnhaus                |